# Cube World
Cube World est un jeu vidéo de rôle indépendant de type monde ouvert développé par la société Picroma constituée de Wolfram von Funck (dit Wollay) et de sa femme Sarah von Funck (dit Pixxie) sur le système d'exploitation Windows. Il est constitué de plusieurs biomes dans un monde constitué de « pixels en 3 dimensions » dits voxels dans la lignée du jeu Minecraft. Jeu d'exploration et d'aventure basé sur des combats de type Hack'n'slash, le joueur sera à même d'explorer le monde grâce à des quêtes pour obtenir équipements et objets divers.
Le développement du jeu a commencé en juin 2011 et une version alpha publique est sortie le 2 juillet 2013 sous Microsoft Windows. Wolfram a par la suite annoncé que le jeu sortirait sur Mac OS et sur console, tout en précisant que ces portages ne font pas partie de ses priorités. Cependant à la suite d'une explosion des ventes imprévue de Cube World, son créateur a fermé la boutique, afin de le terminer puisqu'il n'était alors qu'en version alpha. Finalement, une bêta du jeu sort le 30 septembre 2019, six ans après la première version qui avait connu succès.

## Système de jeu

### Progression du joueur
Cube World se présente comme un RPG, mais depuis le passage en bêta en 2019, la progression du joueur ne se fait plus par passage de niveau. La progression du personnage se fait uniquement par son équipement, qu'il peut acheter, fabriquer ou gagner en affrontant les monstres.
Les équipements comme les monstres se classent en 5 catégories caractérisés par leur nombre d'étoiles et leur couleur (de 1 à 5 étoiles, respectivement blanc, vert, bleu, violet et jaune).
Cependant, la plupart des équipements sont liés à la zone dans laquelle ils ont été trouvés. C'est-à-dire que les armes et armures trouvées dans une région seront beaucoup moins efficaces si le joueur change de région, le forçant à devoir en trouver de nouvelles pour retrouver son niveau précédent.
En plus des armes et armures spécifiques, chaque région renferme aussi un set d'objets utilitaires (bateau, deltaplane, etc.) qui ne peuvent être utilisés que sur place, et qui doivent être retrouvés dans chaque nouvelle région.

### Monde de jeu
Cube World va proposer au joueur d'entrer dans un monde ouvert constitué de voxels et généré procéduralement au fur et à mesure de l'exploration de celui-ci.
Cube World propose de nombreux environnements différents nommés Biomes possédants chacun une apparence visuelle différente ainsi qu'un bestiaire particulier (voir les sous partie Biomes). Le monde se sépare en une multitude de région qui correspondent toutes à l'un des biomes.
Chaque région comporte deux ou trois villages, qui fournissent tous les services nécessaires au joueur (auberge, points d'achat et de vente, point de spécialisation de classe, points d'amélioration et de fabrication), ainsi qu'un large panel de zones remarquables, tels que des donjons ou des châteaux. Lors de son exploration, le joueur pourra croiser de nombreux PNJ qui pourront parfois lui proposer des quêtes pour trouver certains objets utiles. Autres caractéristiques pouvant êtres utiles lors de l'exploration, chaque cours d'eau est tracé de manière à rejoindre obligatoirement à l'une de ses extrémités, la mer.
Le joueur pourra apercevoir en haut à droite une carte graphique (composé de voxel avec le pouvoir de zoomer/dé-zoomer jusqu'à un certain niveau) avec une boussole indiquant les 4 points cardinaux qui bougent quand le joueur se met à bouger la souris. Cette carte permettra au joueur de se repérer dans l’univers géant qu'est Cube World.

## Développement

### Version alpha
La version Alpha, parue en 2013, représentait un monde cubique en 2D.

### Sortie Steam
En septembre 2019, Wolfram annonce après six années de silence — en ignorant ses très rares messages sur les réseaux sociaux — que le jeu sortira sur Steam pour « fin septembre/octobre » de la même année et que les acheteurs de la version alpha recevront des clés Steam,. Il explique son silence en indiquant qu'à la sortie de l'alpha, son site a subi une attaque par déni de service qu'il avait mal vécu au point d'être depuis confronté à des symptômes d'anxiété et de dépression,. Funck a souhaité à plusieurs reprises sortir une nouvelle version du jeu durant ces années, sans le faire à cause de la pression de sa communauté, des réseaux sociaux et de ses propres attentes. Cette annonce est reçue positivement de la part de sa communauté.

### Critiques

#### Version alpha
Après l'engouement initial et l'émergence de communautés de joueurs très actives, le développeur n'a fourni que quelques informations parcellaires sur les réseaux sociaux quant aux éléments ajoutés pour la prochaine mise à jour. La version alpha restant la seule disponible depuis juillet 2013.
Le titre ne saurait être qualifié de vaporware malgré tout, en raison de son existence et de sa diffusion. Cependant son statut en chantier, l'impossibilité de le commander et le manque de communication du développeur font que l'intérêt des joueurs s'est reporté ailleurs et a enflé les critiques envers les jeux en développement qui ne sont jamais terminés.

#### Version bêta et officielle
La version officielle est disponible à l'achat le 30 septembre 2019 sur Steam, sept jours après le début de la version bêta pour les joueurs de l'alpha. Après six ans de développement silencieux, malgré l'apparition du jeu dans les « meilleures ventes mondiales » de Steam sur cette période dès la sortie, la critique est mitigée, voire négative,,. Pour cause, la suppression des éléments de jeu liés à la progression du joueur : l'arbre des talents a été supprimé et l'expérience retirée pour être remplacés par un système d'artefacts aux effets jugés insuffisants. Aussi, certains équipements sont liés à une zone : si le joueur s'éloigne de cette zone, les équipements ne sont plus aussi efficaces que dans la zone. Ainsi, tout comme les objets spéciaux — bateau, parapente et d'autres nouveaux équipements — le joueur doit à nouveau s'équiper et donc de repartir presque de zéro. Par ailleurs, le jeu manque d'un tutoriel au point où le joueur peut se retrouver perdu en ne sachant pas ce qu'il doit faire, ni quoi faire de ce qu'il obtient le long de son aventure,. De cette manière, une partie de la communauté a l'impression que le jeu a baissé en qualité au lieu de se bonifier après ces années d'attente. Toutefois, Cube World ne déçoit pas sur un point : l'exploration reste un point fort du jeu avec le paysage au style voxel qu'il offre au joueur grâce une bonne génération procédurale des biomes,.
Depuis la sortie de la version officielle, les deux concepteurs sont restés silencieux et le blog personnel de Wolfram a été supprimé.